# Stazione di Cantoblanco Università
La stazione di Cantoblanco Università (in spagnolo estación de Cantoblanco Universidad) è una stazione ferroviaria posta alla confluenza delle linee Madrid-Burgos e Cantoblanco-Alcobendas. Si trova nei pressi dell'Università autonoma, nel quartiere di El Goloso del distretto madrileno di Fuencarral-El Pardo.

## Storia
La stazione è stata inaugurata nel 1975 per collegare l'Università al centro della città.

## Movimento
Dalla stazione di Cantoblanco Università transitano i treni della linea C-4 della rete di Cercanías di Madrid, esercita da Renfe Operadora.

## Servizi
- Parcheggio di interscambio

## Interscambi
Nelle vicinanze della stazione effettuano fermata alcune linee automobilistiche extraurbane, gestite da EMT Madrid.
- Fermata autobus